# Lealt
Lealt (Schots-Gaelisch: An Leathallt) is een dorp op het eiland Skye in de Schotse lieutenancy Ross and Cromarty in het raadsgebied Highland.